# Abacetus

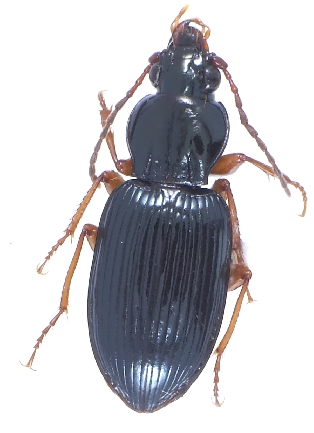
Abacetus salzmanni

Abacetus – rodzaj chrząszczy z rodziny biegaczowatych, podrodziny Pterostichinae i plemienia Abacetini.
Rodzaj ten opisany został w 1828 roku przez Pierre’a F.M.A. Dejeana.
Głowa o dużych, prawie zawsze wystających poza kontur oczach. Czułki o drugim członie osadzonym na pierwszym ekscentrycznie. Głaszczki wargowe o wrzecionowatym członie końcowym. Przedplecze sercowate, kwadratowe lub kileichowate w obrysie, u nasady ścięte i nieco skośne po jej bokach. Pokrywy z 9 rzędami głównymi i bez rzędów przytarczkowych. Przednie odnóża o goleniach silnie rozszerzonych między wcięciem a wierzchołkiem i opatrzonych jedno- lub trójzębną ostrogą.
Rodzaj rozprzestrzeniony od Europy i Afryki, przez Azję po Australię. Z Europy znany tylko z jednego gatunku: A. salzmanni.
Należy tutaj 11 podrodzajów:
- Abacetus (Abacetillus) Straneo, 1942
- Abacetus sensu stricto
- Abacetus (Astigis) Rambur, 1838
- Abacetus (Bisulcillus) Straneo, 1942
- Abacetus (Caricus) Motschulsky, 1866
- Abacetus (Creniabacetus) Straneo, 1942
- Abacetus (Distrigodes) Motschulsky, 1864
- Abacetus (Distrigus) Dejean, 1828
- Abacetus (Novastygis) Straneo, 1949
- Abacetus (Parastygis) Straneo, 1942
- Abacetus (Setabacetus) Straneo, 1942
- Abacetus (Triaenabacetus) Straneo, 1942

oraz 111 gatunków nieprzypisanych do żadnego z nich:
- Abacetus aberrans(inne języki) Straneo, 1943
- Abacetus abor(inne języki) Andrewes, 1942
- Abacetus aeratus(inne języki) Tschitscherine, 1900
- Abacetus alesi(inne języki) Jedlicka, 1936
- Abacetus amplicollis(inne języki) Bates, 1890
- Abacetus amplithorax(inne języki) Straneo, 1940
- Abacetus angustior(inne języki) W.j.macleay, 1871
- Abacetus anjouaniananus(inne języki) Straneo, 1973
- Abacetus antiquus(inne języki) (Dejean, 1828)
- Abacetus archambaulti(inne języki) Straneo, 1955
- Abacetus artus(inne języki) Andrewes, 1942
- Abacetus asmarensis(inne języki) Jedlicka, 1956
- Abacetus assiniensis(inne języki) Tschitscherine, 1899
- Abacetus ater(inne języki) W.J.Macleay, 1871
- Abacetus australasiae(inne języki) Chaudoir, 1878
- Abacetus azurescens(inne języki) Straneo, 1955
- Abacetus barbieri(inne języki) Straneo, 1961
- Abacetus batesi(inne języki) Andrewes, 1926
- Abacetus belli(inne języki) Andrewes, 1942
- Abacetus bidentatus(inne języki) Andrewes, 1942
- Abacetus bisignatus(inne języki) Bates, 1890
- Abacetus blandus(inne języki) Andrewes, 1942
- Abacetus borealis(inne języki) Andrewes, 1942
- Abacetus candidus(inne języki) Andrewes, 1942
- Abacetus cavicola(inne języki) Straneo, 1955
- Abacetus ceylanicus(inne języki) (Nietner, 1858)
- Abacetus chalcopterus(inne języki) Tschitscherine, 1900
- Abacetus collarti(inne języki) Straneo, 1948
- Abacetus compactus(inne języki) Andrewes, 1942
- Abacetus convexiusculus(inne języki) Chaudoir, 1869
- Abacetus crebrepunctatus(inne języki) Straneo, 1975
- Abacetus cribratellus(inne języki) Straneo, 1964
- Abacetus cyathoderus(inne języki) Chaudoir, 1869
- Abacetus cycloderus(inne języki) Andrewes, 1942
- Abacetus darlingtoni(inne języki) Straneo, 1984
- Abacetus dejeani(inne języki) (Nietner, 1858)
- Abacetus dekkanus(inne języki) Andrewes, 1942
- Abacetus delkeskampi(inne języki) Straneo, 1957
- Abacetus disjunctus(inne języki) Andrewes, 1942
- Abacetus distigma(inne języki) Tschitscherine, 1899
- Abacetus divergens(inne języki) Tschitscherine, 1899
- Abacetus duvivieri Tschitscherine, 1899
- Abacetus eous(inne języki) Andrewes, 1942
- Abacetus feai(inne języki) Straneo, 1940
- Abacetus femoralis(inne języki) (Motschulsky, 1864)
- Abacetus foveifrons(inne języki) Bates, 1892
- Abacetus furax(inne języki) Andrewes, 1936
- Abacetus guineensis(inne języki) Straneo, 1940
- Abacetus guttiger(inne języki) Andrewes, 1942
- Abacetus guttula(inne języki) Chaudoir, 1869
- Abacetus haemorrhous(inne języki) Chaudoir, 1878
- Abacetus haplosternus(inne języki) Chaudoir, 1878
- Abacetus hiekei(inne języki) Straneo, 1975
- Abacetus hirmocoelus(inne języki) Chaudoir, 1869
- Abacetus illuminans(inne języki) Bates, 1892
- Abacetus impunctus(inne języki) Andrewes, 1942
- Abacetus indrapoerae(inne języki) Tschitscherine, 1903
- Abacetus kandaharensis(inne języki) Jedlicka, 1956
- Abacetus klickai(inne języki) Jedlicka, 1935
- Abacetus leucotelus(inne języki) Bates, 1873
- Abacetus longulus(inne języki) Tschitscherine, 1900
- Abacetus lucifugus(inne języki) Andrewes, 1924
- Abacetus luteipes(inne języki) Andrewes, 1942
- Abacetus minimus(inne języki)  Straneo, 1940
- Abacetus mirei(inne języki) Straneo, 1964
- Abacetus mubalensis(inne języki) Straneo, 1958
- Abacetus niger(inne języki) Andrewes, 1942
- Abacetus obscurus(inne języki) Andrewes, 1933
- Abacetus optatus(inne języki) Andrewes, 1942
- Abacetus ornatus(inne języki) Tschitscherine, 1900
- Abacetus pallipes(inne języki) Chaudoir, 1869
- Abacetus parvulus(inne języki) (Klug, 1853)
- Abacetus perater(inne języki) Straneo, 1951
- Abacetus picescens(inne języki) Tschitscherine, 1900
- Abacetus picipes(inne języki) (Motschulsky, 1866)
- Abacetus picticornis(inne języki) Chaudoir, 1878
- Abacetus pictus(inne języki) Tschitscherine, 1900
- Abacetus pomeroyi(inne języki) Straneo, 1955
- Abacetus pseudoceratus(inne języki) Straneo, 1975
- Abacetus punctatellus(inne języki) Straneo, 1975
- Abacetus punctulatus(inne języki) Straneo, 1960
- Abacetus quadratipennis(inne języki) W.J. Macleay, 1888
- Abacetus quadricollis(inne języki) Chaudoir, 1869
- Abacetus quadriguttatus(inne języki) Chaudoir, 1869
- Abacetus quadrinotatus(inne języki) Chaudoir, 1869
- Abacetus quadrisignatus(inne języki) Chaudoir, 1876
- Abacetus rhodesianus(inne języki) Straneo, 1951
- Abacetus rubidicollis(inne języki) (Wiedemann, 1823)
- Abacetus rufopiceus(inne języki) (Nietner, 1858)
- Abacetus rufotestaceus(inne języki) Chaudoir, 1869
- Abacetus rufulus(inne języki) (Motschulsky, 1866)
- Abacetus rugatinus(inne języki) (Csiki, 1930)
- Abacetus seineri(inne języki) Kuntzen, 1919
- Abacetus semotus(inne języki) Andrewes, 1942
- Abacetus siamensis(inne języki) Chaudoir, 1878
- Abacetus simplex(inne języki) Blackburn, 1890
- Abacetus spissus(inne języki) Andrewes, 1937
- Abacetus spurius(inne języki) Tschitscherine, 1899
- Abacetus subamaroides(inne języki) Straneo, 1964
- Abacetus submetallicus(inne języki) Nietner, 1858
- Abacetus subrotundus(inne języki) Straneo, 1959
- Abacetus sulculatus(inne języki) Bates, 1892
- Abacetus tanakai(inne języki) Straneo, 1961
- Abacetus tenebrioides(inne języki) Castelnau, 1834
- Abacetus tenuis(inne języki) Laferte-Senectere, 1853
- Abacetus tetraspilus(inne języki) Andrewes, 1929
- Abacetus thouzeti(inne języki) (Castelnau, 1867)
- Abacetus transcaucasicus(inne języki) Chaudoir, 1876
- Abacetus unisetosus(inne języki) Straneo, 1939
- Abacetus vitreus(inne języki) Andrewes, 1942
- Abacetus voltae(inne języki) Tschitscherine, 1901
- Abacetus zarudnyi(inne języki) Tschitscherine, 1901